# パンサー向井のチャリで30分
『パンサー向井のチャリで30分』（パンサーむかいのチャリでさんじっぷん）は、2020年10月12日からニッポン放送で放送されているラジオ番組。パーソナリティはお笑いトリオ・パンサーの向井慧。
チャリ・LOTOの一社提供スポンサーの番組でもあり、番組名の前に『チャリ・LOTOpresents』の冠が付いている。

## 概要
この番組は、お笑いトリオのパンサーの向井慧が大好きなものである「競輪」や「自転車」について、「ラジオ」において、毎回ゲストを迎えてトークを繰り広げるものである。2010年に向井がニッポン放送で特別番組を担当し、それ以降はいろんな番組に出演してきたが、向井がニッポン放送で本格的にレギュラー番組を持つのは、これが初めてとなる。
番組ハッシュタグは「#向井チャリ」。リスナーの総称は『HELLメッツ』。しかし、2021年3月15日放送分で、「何しろゲストがひっかかる!」という理由で『Chariスナー』に改められた。
大抵のゲストは向井と親交のあるお笑い芸人であるが、まれに競輪選手、関係者が生出演することもある（下表参照）。
パンサーの菅良太郎がゲスト出演する回は番組メンテナンス回（メンテ回）と呼ばれている。
メールが採用されたリスナーには番組特製の反射板をプレゼントしている。
聴取率調査週間の場合は、特別番組が編成されるため放送が休止となる。

## 放送時間

### 現在
- 月曜 17:40 - 18:10 - 2021年3月29日 -

### 過去
- 月曜 19:10 - 19:40 - 2020年10月12日 - 2021年3月22日

## 出演者

### パーソナリティ
- 向井慧（パンサー）

## コーナー
チャリ語教室
競輪や自転車にまつわる用語を解説するコーナー。
チャリゾーン
自転車に乗っている時にふと、どうでもいいことを考えてしまうそんな瞬間（番組ではゾーンと呼ぶ）に思い浮かんだことを募集するコーナー。
クイズ!チャリンコ!!
自転車にまつわるクイズを募集するコーナー。クイズの内容は雑学や有名人のチャリネタ、自分のエピソードなど多岐に渡っている。
チャリの惑星
地球とそっくりだけど自転車をより大事にしているチャリの惑星からやってきたリスナーから自転車の扱われ方などの報告を募集するコーナー。
緊急企画!!【チャリロトCMソング替え歌グランプリ!!】
チャリロトのCMソングの替え歌を募集するコーナー。元々は2021年末、向井が当てたチャリロトの賞金30万円分のクオカードをメールを採用したリスナーに１万円分ずつ配る企画で6月20日の放送で配り終え、その後はプレゼントを反射板に変えて継続している。
パンサー向井の夢企画
向井が実際に競輪のレースを隔週で予想し、オッズに従って貰える架空通貨の1000パンサーを増やしていき、1クールごとにリスナーに還元していこうというコーナー。10000パンサーでエアロバイク、7500パンサーで高級メロン、5000パンサーで高級アジをプレゼントしている。

## ゲスト
基本的にゲストは2週出演する。

## 特別回

### パンサー向井のチャリで60分
- 2021年12月28日、11:00 - 12:00

ゲスト：又吉直樹（ピース）、加藤慎平
- 2022年12月30日 13:00 - 14:00

ゲスト：山添寛（相席スタート）、加藤慎平
- 2023年12月29日 12:00 - 13:00

ゲスト：塙宣之（ナイツ）、加藤慎平
- 2024年12月31日 13:00 - 14:00

ゲスト：藤本敏史（FUJIWARA）、高岸宏行（ティモンディ）、加藤慎平

## エピソード
- 2022年5月16日、5月23日放送分に出演した若槻千夏は番組リスナーであり、逆オファーを出した結果、出演となった[51]。また、この回はテレビプロデューサーの佐久間宣行が神回として番組で紹介したこともある[46]。